# Zelenopillia
Zelenopillia  (ucraniano: Зеленопілля) es una localidad del Raión de Berezivka en el Óblast de Odesa de Ucrania. Según el censo de 2001, tiene una población de 282 habitantes.